# 胡百精
胡百精（1976年3月—），男，汉族，吉林磐石人，危机管理学者，中国共产党党员。中国人民大学教授、博士生导师，主要研究传播学与公共传播方向。曾任中国人民大学党委副书记、副校长，现任共青团中央书记处书记。

## 简历
1995年进入中国人民大学新闻学院学习，先后获得硕士、博士学位，后留校任教。2020年9月，任中国人民大学党委常委、副校长。2022年10月，任
中国人民大学党委副书记、副校长。
2023年6月，当选为共青团中央书记处书记。

## 主要著作
- 《危机传播管理》[6]
- 《公共关系学》[7]
- 《中国公共关系史》[8]
- 《说服与认同》[9]

## 社会任职
中华人民共和国教育部青年长江学者。兼任教育部新闻传播专业教学指导委员会副主任委员、中国新闻史学会传播学专业委员会副会长。